# Spilosmylus triseriatus
Spilosmylus triseriatus är en insektsart som beskrevs av Banks 1913. Spilosmylus triseriatus ingår i släktet Spilosmylus och familjen vattenrovsländor. Inga underarter finns listade i Catalogue of Life.